# NOB1
NOB1 (англ. NIN1/PSMD8 binding protein 1 homolog) – білок, який кодується однойменним геном, розташованим у людей на короткому плечі 16-ї хромосоми. Довжина поліпептидного ланцюга білка становить 412 амінокислот, а молекулярна маса — 46 675.
| 10         |  | 20         |  | 30         |  | 40         |  | 50         |
| ---------- |  | ---------- |  | ---------- |  | ---------- |  | ---------- |
| MAPVEHVVAD |  | AGAFLRHAAL |  | QDIGKNIYTI |  | REVVTEIRDK |  | ATRRRLAVLP |
| YELRFKEPLP |  | EYVRLVTEFS |  | KKTGDYPSLS |  | ATDIQVLALT |  | YQLEAEFVGV |
| SHLKQEPQKV |  | KVSSSIQHPE |  | TPLHISGFHL |  | PYKPKPPQET |  | EKGHSACEPE |
| NLEFSSFMFW |  | RNPLPNIDHE |  | LQELLIDRGE |  | DVPSEEEEEE |  | ENGFEDRKDD |
| SDDDGGGWIT |  | PSNIKQIQQE |  | LEQCDVPEDV |  | RVGCLTTDFA |  | MQNVLLQMGL |
| HVLAVNGMLI |  | REARSYILRC |  | HGCFKTTSDM |  | SRVFCSHCGN |  | KTLKKVSVTV |
| SDDGTLHMHF |  | SRNPKVLNPR |  | GLRYSLPTPK |  | GGKYAINPHL |  | TEDQRFPQLR |
| LSQKARQKTN |  | VFAPDYIAGV |  | SPFVENDISS |  | RSATLQVRDS |  | TLGAGRRRLN |
| PNASRKKFVK |  | KR         |  |            |  |            |  |            |

A: Аланін

C: Цистеїн

D: Аспарагінова кислота

E: Глутамінова кислота

F: Фенілаланін

G: Гліцин

H: Гістидин

I: Ізолейцин

K: Лізин

L: Лейцин

M: Метіонін

N: Аспарагін

P: Пролін

Q: Глутамін

R: Аргінін

S: Серин

T: Треонін

V: Валін

W: Триптофан

Кодований геном білок за функцією належить до фосфопротеїнів. 
Білок має сайт для зв'язування з іонами металів, іоном цинку. 
Локалізований у ядрі.